# (435552) Morin
(435552) Morin est un astéroïde de la ceinture principale.

## Description
(435552) Morin est un astéroïde de la ceinture principale. Il fut découvert le 27 août 2008 à Pises par l'observatoire des Pises. Il présente une orbite caractérisée par un demi-grand axe de 2,78 UA, une excentricité de 0,05 et une inclinaison de 5,7° par rapport à l'écliptique.

## Compléments